# Grønlands Statistik
Grønlands Statistik (grönländisch Naatsorsueqqissaartarfik, englisch Statistics Greenland) ist die staatliche grönländische Statistikbehörde.

## Geschichte
Bis 1989 hatte Danmarks Statistik eine Abteilung, die für Statistiken zu Grönland zuständig war. Am 19. Juli 1989 wurde das erste grönländische Statistikgesetz verabschiedet und noch im selben Jahr Grønlands Statistik gegründet, womit Grönland fortan selbst für seine Statistiken verantwortlich wurde.

## Aufgaben
Gemäß dem Statistikgesetz, das in seiner aktuellen Form seit dem 1. Januar 2018 gilt, hat die Behörde die Aufgabe folgende Aufgaben:
- Sicherung von Daten für die Analyse der gesellschaftlichen Entwicklung, für politische und administrative Entscheidungen, Planung und gesellschaftswissenschaftliche Forschung
- Entwicklung von Methoden zur Datenerhebung, -bearbeitung und -analyse
- Veröffentlichung statistischer Daten
- gesellschaftswissenschaftliche Forschung in Grönland, vor allem zu Finanzen, Wirtschaft, Sozialem, Wohlfahrt und Demografie
- Vermittlung statistischer Daten an die Öffentlichkeit

## Organisation
Grønlands Statistik wird von einem Statistikchef geleitet, der vom Aufsichtsrat vorgeschlagen und von der Regierung ernannt wird. Der Aufsichtsrat besteht aus fünf Mitgliedern, die von der Regierung mit einer Amtszeit von drei Jahren ausgewählt werden.

## Publikationen
Veröffentlichungen zu grönländischen Statistiken haben eine lange Tradition. Von 1905 bis 2017 wurden grönlandbezogene Daten im Jahrbuch von Danmarks Statistik veröffentlicht. 1968 begann das Grønlandsministeriet zudem, statistische Daten in seinen Jahresberichten zu veröffentlichen. Ab 1994 gab Grønlands Statistik ein Jahrbuch heraus, das bis 2009 gedruckt erschien und ab 2010 nur noch digital. Es erschien 2017 zum letzten Mal. Seither erscheint jährlich die Publikation Grønland i tal („Grönland in Zahlen“) auf Grönländisch, Dänisch und Englisch.
Ausführlichere Daten werden in der Statistikdatenbank veröffentlicht. Diese enthält rund 400 aktive Statistiken und zahlreiche weitere nicht mehr fortgeführte Statistiken. Folgende Themen werden behandelt (Stand 2023):
- Arbeitsmarkt (21 aktive Statistiken)
- Demografie (99 aktive Statistiken)
- Energie (20 aktive Statistiken)
- Wirtschaft (19 aktive Statistiken)
- Fischerei und Jagd (24 aktive Statistiken)
- Grönländer in Dänemark (5 aktive Statistiken)
- Einkommen (30 aktive Statistiken)
- Konjunktur (9 aktive Statistiken)
- Kriminalität (2 aktive Statistiken)
- Staatshaushalt (15 aktive Statistiken)
- Namen (5 aktive Statistiken)
- Öffentliche Finanzen (17 aktive Statistiken)
- Preise (7 aktive Statistiken)
- Soziales (44 aktive Statistiken)
- Gesundheit (14 aktive Statistiken)
- Tabak und Alkohol (8 aktive Statistiken)
- Tourismus (9 aktive Statistiken)
- Bildung (39 aktive Statistiken)
- Außenhandel (8 aktive Statistiken)